# Vitruv
Marcus Vitruvius Pollio på dansk ofte Vitruv (ca. 75 f.Kr.-25 f.Kr.) var en romersk arkitekt og ingeniør, der er kendt for sit store værk De architectura.
Om personen Vitruv vides ikke meget. Såvel fornavnet Marcus som tilnavnet Pollio er omdiskuterede. Han blev sandsynligvis født i Campanien og var i hæren under Julius Cæsar. Vi ved fra Frontin, at han havde enorm indflydelse på udformningen af Roms kloakker.
I De architectura (forfattet ca. 35 f.Kr. og genfundet i 1414) behandler Vitruv arkitekturen som en efterligning af naturen, hvilket leder ham frem til studiet af den "perfekte bygning", nemlig menneskekroppen. Den vitruvianske mand blev tegnet af Leonardo da Vinci i 1485. I det hele taget var De architectura en vigtig inspiration for arkitekterne i renæssancen.
Vitruvs forskning har dannet grundlag for mange opfindelser, såsom vandmøllen og forskellige bor, ligesom hans udnyttelse af symmetri var en inspirationskilde for barokkens arkitekter.